# NGC 2133
NGC 2133 је расејано звездано јато у сазвежђу Трпеза које се налази на NGC листи објеката дубоког неба.
Деклинација објекта је - 71° 10' 30" а ректасцензија 5h 51m 28,8s. Привидна величина (магнитуда) објекта NGC 2133 износи 14,0 а фотографска магнитуда 12,0. NGC 2133 је још познат и под ознакама ESO 57-SC46.